# Bryoptera incongruaria
Bryoptera incongruaria är en fjärilsart som beskrevs av Walker 1860. Bryoptera incongruaria ingår i släktet Bryoptera och familjen mätare. Inga underarter finns listade i Catalogue of Life.